# Старые Проданешты
Старые Проданешты, Продэнештий Векь (рум. Prodăneştii Vechi) — село в Флорештском районе Молдовы. Наряду с селом Штефанешты входит в состав коммуны Штефанешты.

## История
Село Продэнештий Векь было засвидетельствовано документально 15 ноября 1609 года под названием Продэнешть. В этот день Анна и ее сестра Драгна продали треть села Продэнешть на Рэуте в цинуте Сорока боярину Кирицэ Думитраке за 80 серебряных талеров. Во время правления Василия Лупу, в 1638—1639 годы, бывший стольник Пэтрашку Турку продал несколько частей села Продэнешть с мельницами на Рэуте Думитрашку Фулжере за 125 серебряных талеров.
Согласно «Спискам населенных мест Бессарабской области» за 1859 год, владельческое сельцо Проданешты относилось к Сорокскому уезду и располагалось при реке Реут по правую сторону транзитного тракта Кишинёв — Сороки. Население составляло 261 человек (133 мужчины, 128 женщин), общее количество дворов — 44 (в среднем на двор приходилось 6 человек).
С 1940 по 1956 год село Новые Проданешты относилось к Котюжанскому району Молдавской ССР.

## География
Село расположено на высоте 85 метров над уровнем моря.

## Население
По данным переписи населения 2004 года, в селе Продэнештий Векь проживает 258 человек (126 мужчин, 132 женщины).
Этнический состав села:
| Национальность | Число жителей | Процентный состав |
| -------------- | ------------- | ----------------- |
| молдаване      | 256           | 99,22             |
| украинцы       | 1             | 0,39              |
| русские        | 1             | 0,39              |
| Всего          | 258           | 100 %             |